# 聖ヒエロニムスの聖母
『聖ヒエロニムスの聖母』（せいエロニムスのせいぼ、伊: La Madonna di San Girolamo, 英: Madonna of St. Jerome）あるいは『イル・ジョルノ』（伊: Il Giorno, 「昼」の意）は、イタリア、ルネサンス期のパルマ派の画家コレッジョが1528年頃に制作した絵画である。油彩。コレッジョの代表作の1つで、パルマのサンタントニオ・アバーテ教会にあるベルゴンツィ家（Bergonzi family）の礼拝堂の祭壇画として制作された。ドレスデンのアルテ・マイスター絵画館の『羊飼いの礼拝』が夜を意味する『ラ・ノッテ』（La Notte）と呼ばれるのとは対照的に、昼を意味する『イル・ジョルノ』の通称で知られる。この名前は18世紀に付けられた。現在はパルマのパルマ国立美術館に所蔵されている。

## 制作経緯
教会の記録は失われているが18世紀後半の出版物によると、本作品は1523年にパルマの貴婦人ブリゼイーデ・コッラ（Briseide Colla）によって、彼女の死去した夫オッタヴィアーノ・ベルゴンツィ（Ottaviano Bergonzi）を記念するために、聖ヒエロニムスに捧げられたサンタントニオ・アバーテ教会の家族礼拝堂の祭壇画として発注された。オッタヴィアーノは当時のパルマの著名人であり、コレッジョは以前にフレスコ画を制作したベネディクト会サン・パウロ修道院の修道院長で、ベルゴンツィ家出身のジョヴァンナ・ダ・ピアツェンツァを通じてこの仕事を請け負ったと推測されている。

## 作品
聖母マリアは芝生の土手の上に幼児キリストを抱いて座っている。樹木の上にかぶせられた大きな赤い幕は、まるで神聖な聖会話の場面を覆うヴェールを取り去るかのようである。この赤い幕の下に、聖母子を中心に天使と聖人で構成される登場人物たちと、素晴らしい風景が見える。彼らはたがいの身振りや視線で緊密に結びつき、絵画に一体感を与えている。画面左にはラテン教父の代表的人物の1人である聖ヒエロニムスが立っている。聖ヒエロニムスは『ウルガタ』をラテン語に翻訳したことで知られ、また中世の『黄金伝説』においては傷ついたライオンを助けたエピソードで知られる。そこで絵画の中の聖ヒエロニムスは翻訳の草案を右手に持ち、ライオンを伴った姿で描かれている。彼をこの場に招いたのは聖母マリアの隣にいる天使であり、天使は最も美しい笑顔を浮かべながら、聖人が翻訳した『ウルガタ』を開いて聖母と幼いキリストに見せている。キリストも聖書の方を見つめながら、手を伸ばしている。そして構図の中心に位置する聖母マリアは、目を伏せるように微笑みながら我が子を見守っている。一方の画面右ではマグダラのマリアが幼児イエスに対してひざまずいている。彼女は「ヨハネによる福音書」20章では「ノリ・メ・タンゲレ」（我に触れるな）の言葉によって復活したキリストに触れることを許されなかったが、ここでは身を屈めて、頭を愛おしげにキリストに当てながら、左足を愛撫しており、キリストもまた彼女の頭に手を添えている。マグダラのマリアは女性らしく左手で衣装を整えており、また彼女の背後にはアトリビュートの軟膏の瓶を持った天使が付き添っている。

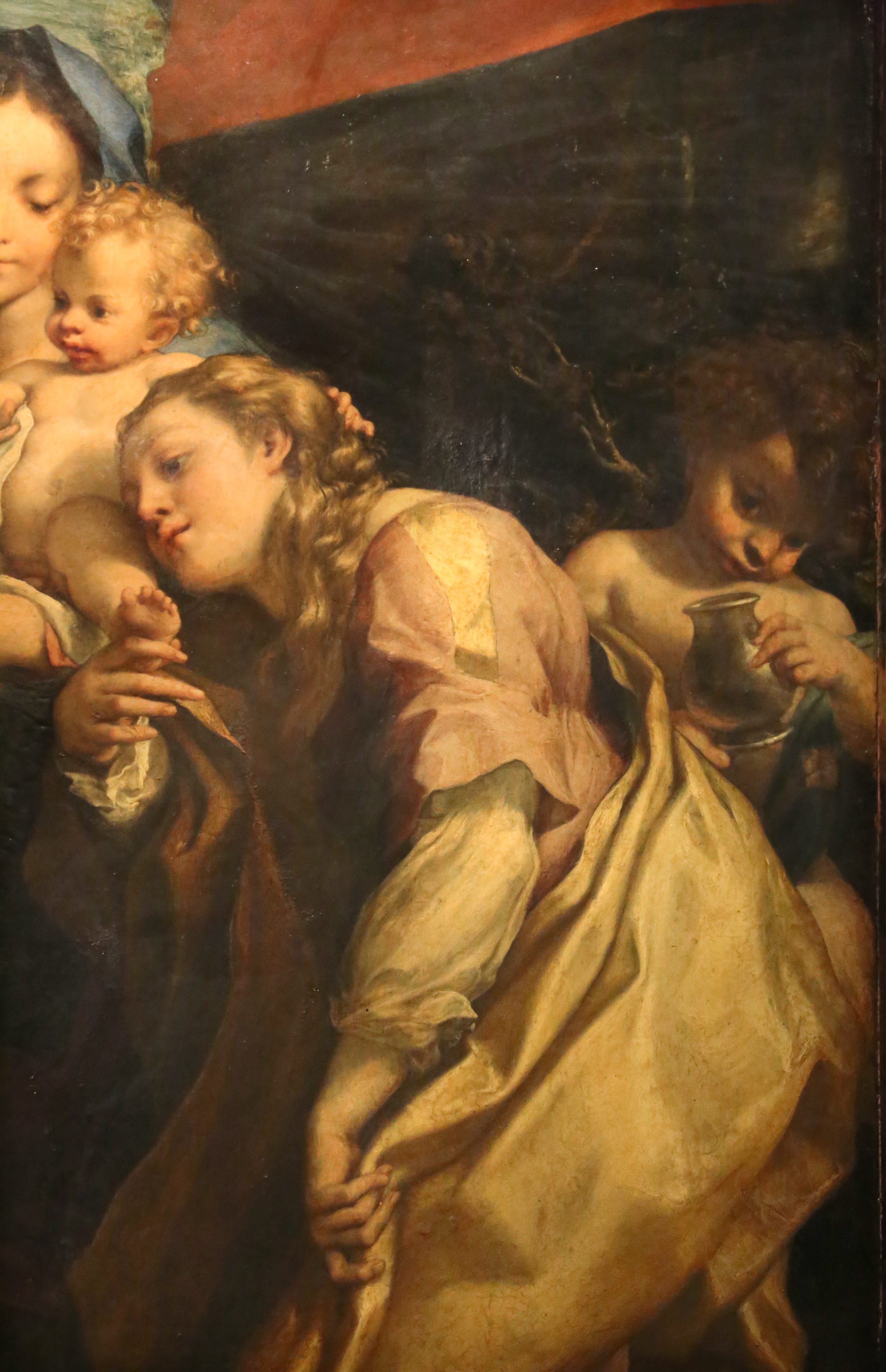
愛らしい仕草で身を屈めているマグダラのマリア。キリストもまた彼女の頭に手を添えている。彼女の背後の天使は軟膏の匂いを嗅いで、鼻にしわを寄せている。

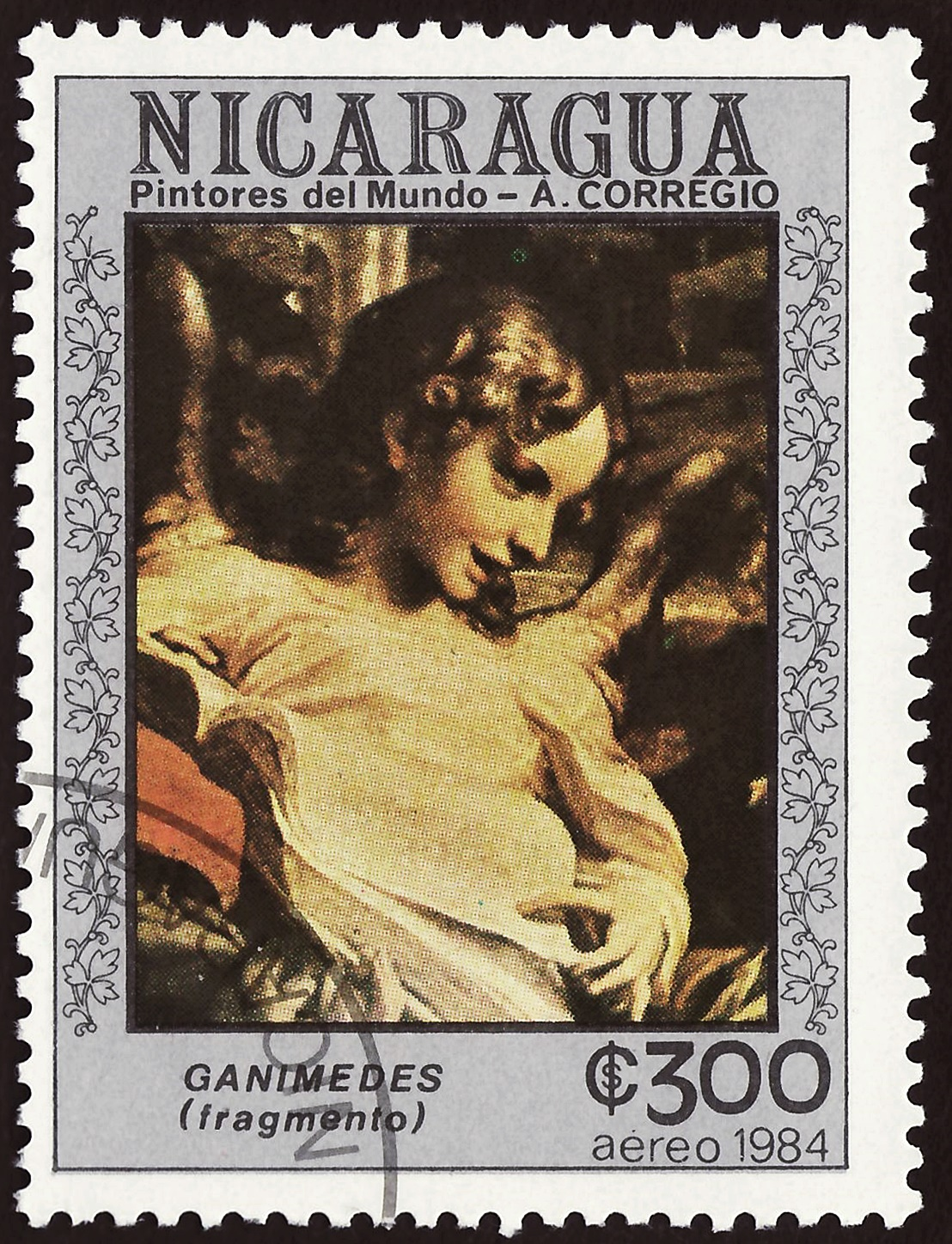
1984年にニカラグアで発行された切手。

聖ヒエロニムスは何十年もの間『ウルガタ』の翻訳に苦労し、困難な仕事の終わりに神の同意を切望したと伝えられている。そこで絵画の中の聖母マリアと幼児イエスはキリスト教の始まりの地であるベツレヘムの聖なる洞窟に戻り、ラテン語で翻訳された新たな神の教えを確認し、同意している。この点にコレッジョの構図の意図が集約されている。彼らはコレッジョの絵画に特徴的な画面を斜めに横切る形で配置され、左端の聖ヒエロニムスの頭が一番高い位置にあり、そこから聖人の斜めの視線に沿って天使と『ウルガタ』に目を通しているキリストや聖母の姿があり、最後にマグダラのマリアの輝くような衣服が配置されている。
奥行きの点では、人物たちは、すでにアルテ・マイスター絵画館の『聖セバスティアヌスの聖母』で採用した鑑賞者の感情的な参加を容易にする半円形の形で配置されている。描かれた登場人物たちの多くは自身の行動に集中しているのに対して、左端で画面の外側を見つめるライオンと、右端のマグダラのマリアの軟膏を持つ天使の視線が鑑賞者の存在を強調している。また色彩の点ではコレッジョの注意深い構成によって、赤い幕が画面左端で聖ヒエロニムスを包むように落ちており、対角線上に鮮やかな色彩が配置されている。
オックスフォード大学のクライスト・チャーチには絵画の唯一知られている準備素描が所蔵されているが、そこではマグダラのマリアの姿が省略されており、女性の発注者の要求で追加された可能性がある。

## 来歴
「その驚くべき美しい色彩」を賞賛したジョルジョ・ヴァザーリに始まる絵画の名声は並外れたものであり、ヴァザーリは『聖書』を提供する天使の笑顔は最も憂鬱な鑑賞者でさえも元気づけることができると述べている。偉大な芸術家も絵画に魅了され、クレタ出身の画家エル・グレコはマグダラのマリアを「絵画の唯一の人物だ！」と叫んだ。アゴスティーノ・カラッチが制作した美しいエングレービングによって、『聖ヒエロニムスの聖母』の名声は17世紀にミラノ、ヴェネツィア、ローマ、そしてヨーロッパの芸術の中心地へと広がった。イタリアの著述家フランチェスコ・アルガロッティは「おそらくこれまで人間の手で生み出された作品の中で最も美しい絵画」と書いた。
サンタントニオ・アバーテ教会が多額の修復費用を必要としたとき、複数の美術コレクターが驚異的な金額を提供することで作品を購入しようと試みた。その中にはポーランド国王、フランス国王、神聖ローマ皇帝も含まれていた。祭壇画は教会の再建後に牧師館に移された1712年まで礼拝堂にとどまった。1749年、すでにコレッジョの『ラ・ノッテ』と他の3つの祭壇画を購入していたザクセン選帝侯アウグスト3世に絵画が売却されようとしているという噂を受け、パルマ大聖堂に運び込まれて保管された。1765年にパルマ公爵フィリッポ1世によって1,750ゼッキーノで購入され、新しく設立されたパルマ美術アカデミーに移された。その後、絵画は1796年にナポレオン軍によって略奪されたが、1816年にパルマに戻され、パルマ女公マリア・ルイーザの意志のもとパオロ・トスキとジローラモ・マニャーニが特別に設計したパルマ国立美術館の現在の場所で展示された。